# Tibiran-Jaunac
Tibiran-Jaunac település Franciaországban, Hautes-Pyrénées megyében. Lakosainak száma 330 fő (2022. január 1.). Tibiran-Jaunac Mazères-de-Neste, Gourdan-Polignan, Labroquère, Saint-Bertrand-de-Comminges, Seilhan, Aventignan és Générest községekkel határos.

## Népesség
A település népessége az elmúlt években az alábbi módon változott:
| Lakosok száma | 288  | 303  | 315  | 312  | 317  | 319  | 323  | 326  | 330  |
|               | 2013 | 2015 | 2016 | 2017 | 2018 | 2019 | 2020 | 2021 | 2022 |